# Restoration (Lecrae)
Restoration è il decimo album in studio del rapper statunitense Lecrae, pubblicato nel 2020.

## Tracce
1. Restore Me – 1:17
2. Set Me Free (featuring YK Osiris) – 2:58
3. Wheels Up (featuring Marc E. Bassy) – 4:04
4. Over the Top – 3:12
5. Self Discovery – 2:28
6. Deep End – 2:41
7. Drown (featuring John Legend) – 3:21
8. Saturday Night (featuring Jozzy) – 2:08
9. Sunday Morning (featuring Kirk Franklin) – 4:02
10. Zombie – 2:32
11. Keep Going – 2:28
12. Still (featuring DaniLeigh) – 2:56
13. Only Human (featuring BJ the Chicago Kid) – 3:49
14. Nothing Left to Hide (featuring Gwen Bunn) – 3:37